# Steve Pound
Steve Pound es un deportista guameño que compitió en taekwondo. Ganó una medalla de plata en el Campeonato Mundial de Taekwondo de 1975 en la categoría de –80 kg.

## Palmarés internacional
| Campeonato Mundial | Campeonato Mundial   | Campeonato Mundial | Campeonato Mundial |
| Año                | Lugar                | Medalla            | Categoría          |
| ------------------ | -------------------- | ------------------ | ------------------ |
| 1975               | Seúl (Corea del Sur) | Medalla de plata   | –80 kg             |